# Lou Giordano
Lou Giordano (...) è un produttore discografico e ingegnere statunitense che ha lavorato presso il Radiobeat Studios ed il Fort Apache Studios. È stato produttore per un largo numero di gruppi musicali.
Quando era studente presso il MIT era membro di un gruppo locale (The Vacuum Heads) e creò due famosi effetti a pedale per chitarra: il Vacu-fuzz ed il Vacu-trem.

## Gruppi musicali prodotti da Lou Giordano
- Belly
- Bim Skala Bim
- Boys Night Out
- Deep Wound
- DYS
- Goo Goo Dolls
- Hüsker Dü
- Jewel
- King Missile
- Live
- Millencolin
- Mission of Burma
- Negative FX
- Paul Westerberg
- Pere Ubu
- Greeley Estates
- Samiam
- Sherwood
- Siege
- Small Ball Paul
- S.S.Decontrol
- A Static Lullaby
- Sugar
- Sunny Day Real Estate
- Taking Back Sunday
- The Ataris
- The Lemonheads
- The Smithereens
- Treble Charger
- Yo La Tengo
- Halifax
- The Bats
- Waking Ashland